# Liste der Orte im Strohgäu

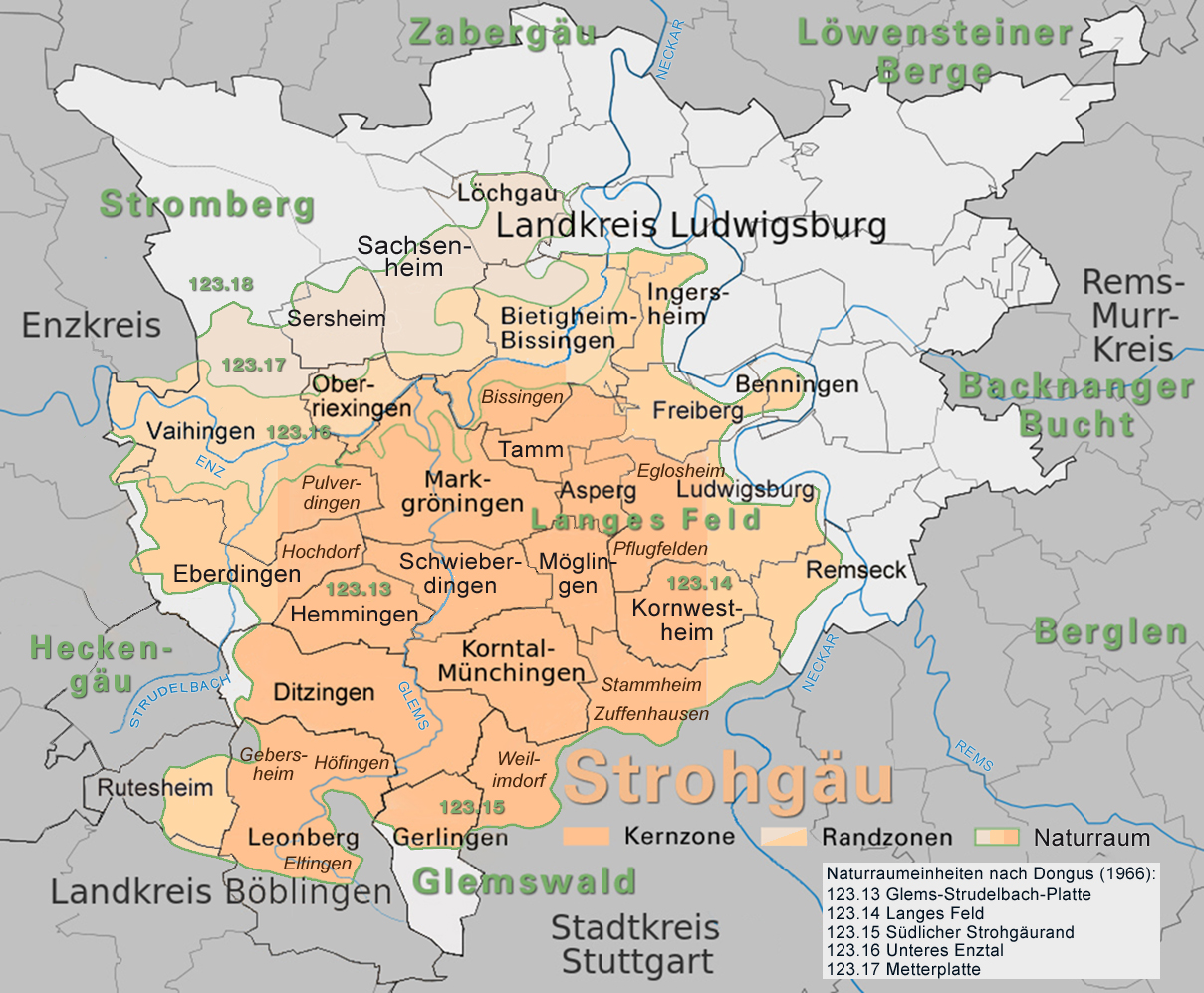
Kernzone und zum Naturraum zählende Randbereiche des Strohgäus

In der Liste der Orte im Strohgäu werden die im Strohgäu liegenden Städte und Gemeinden mit ihren Ortsteilen, zugehörigen Weilern, externen Burgen, Gehöften und Wüstungen samt einigen Sehenswürdigkeiten aufgezählt. Inbegriffen sind auch die zum Strohgäu zählenden Ortsteile von außerhalb liegenden Kommunen (Bietigheim-Bissingen, Vaihingen, Eberdingen und Stuttgart).
Lage und Abgrenzung:
Das Strohgäu liegt großteils im Landkreis Ludwigsburg und tangiert den Stadtkreis Stuttgart bei Stammheim und Weilimdorf sowie den Landkreis Böblingen bei Leonberg. Im Osten wird das Strohgäu vom Neckartal, im Süden von den Keuperhöhen um Stuttgart und Leonberg begrenzt. Im Westen grenzt es an das ab dem Strudelbachtal beginnende Heckengäu und im Norden an das Enztal. Von den Strudelbachgemeinden Eberdingen und Enzweihingen zählen nur die ehemaligen Markungen von Hochdorf an der Enz bzw. Pulverdingen und Leinfelden dazu. Im Nordosten und Südwesten sind die tradierten Grenzen des Strohgäus nicht klar umrissen. Obwohl es zu den rechts der Enz gelegenen Flächen von Bietigheim und zu den Markungen von Freiberg am Neckar, Ingersheim, Benningen und Aldingen keine naturräumliche Grenze gibt, werden diese Lössebenen meist nicht und von Ludwigsburg oft nur die ehemaligen Markungen von Eglosheim und Pflugfelden einbezogen. Im Südwesten werden Höfingen und Gebersheim unbestritten hinzugezählt, bei Leonberg, Eltingen und insbesondere bei Rutesheim scheiden sich wiederum die Geister.
Siedlungsentwicklung:
Aufgrund von Kriegen, Seuchen und städtischen Konzentrationsprozessen sind seit dem Mittelalter zahlreiche Siedlungen im Strohgäu abgegangen. Durch die Gebietsreformen in den siebziger Jahren verringerte sich die Zahl der selbstständigen Kommunen nochmals durch Eingemeindungen auf zwölf. Diese werden in der Tabelle fett, eingemeindete Orte wie traditionelle Ortsteile kursiv dargestellt und abweichend vom Alphabet unter ihrem Hauptort platziert. 
| Kommunen / Eingemeindete Orte | Ortsteile / Gehöfte | Wüstungen | Sehenswertes | Rathäuser            |
| ----------------------------- | --- | --- | --- | -------------------- |
| Asperg                        | - Altach - Hohenasperg - Lehenfeld - Osterholz - Schöckinger - Silberhälden | - Schöckingen - Weihenberg | - Keltischer Grabhügel (Kleinaspergle) - Festung Hohenasperg - Bonifatiuskirche |                      |
| Bietigheim-Bissingen          | - Buch - Kammgarnspinnerei - Kreuzäcker - Lug - Sand | - Hegenau - Hofen | - Rathaus - Hornmoldhaus - Schloss - Unteres Tor - Peterskirche - Stadtkirche | Rathaus              |
| Bissingen                     | | - Böllingen | - Weingärtnerhaus bei der Kelter - Rommelmühle - Kilianskirche |                      |
| Untermberg (Bissingen)        | - Schellenhof - Sägmühle | - Remmigheim - Remminger Schlössle | - Altes Rathaus - Mäuseturm - Wennagel-Haus - Naturschutzgebiet Leudelsbachtal |                      |
| Ditzingen                     | - Grüner Baum - Lerchenhof - Ferbermühle - Maurener Berg - Oberes Glemstal - Ölberg - Steinröhre - Tonmühle - Zechlesmühle | | - Schloss Ditzingen - Dreigiebelhaus - Dekanatsamt - Galerie Am Laien - Schulhaus - Tonmühle - Schlossmühle - Konstanzer Kirche - St.-Maria-Kirche - Speyrer Kirche | Altes Rathaus        |
| Heimerdingen                  | | - Stetten | - St.-Peter-und-Paul-Kirche - Heiliggeistkirche | Rathaus              |
| Hirschlanden                  | | - Holzheim - Rottweil | - Statue Krieger von Hirschlanden - Dreifaltigkeitskirche - Oswaldkirche | neues Rathaus        |
| Schöckingen                   | - Talmühle | | - Schöckinger Schloss - Schloßstraße - Firstständerhaus - Pfarrhaus - St.-Mauritius-Kirche | Altes Rathaus        |
| Gerlingen                     | - Bopser - Forchenrain - Gerlinger Heide - Glemstal - Krummbachtal - Stöckach | - Hausen am Gerlinger See - Höferle - Burg Richtenberg | - Rebmannhaus - Schillerbrunnen - Schillers Elterngrab - Museum der Deutschen aus Ungarn - Lukaskirche |                      |
| Gehenbühl und Schillerhöhe    | | | |                      |
| Hemmingen                     | - Hagmühle - Rohrsperg - Sägmühle | - Dollingen - Hochstetten - Hofstetten | - Hemminger Schloss (Rathaus) - Kaiserstein - Laurentiuskirche |                      |
| Hochdorf/Enz (Eberdingen)     | | | - Keltenmuseum - Schloss | Rathaus Hochdorf     |
| Korntal-Münchingen            | | | - Feuriger Elias - Auffüllberg Grüner Heiner |                      |
| Korntal                       | | | - Altes Rathaus - Betsaal der Brüdergemeinde - Johanneskirche |                      |
| Münchingen                    | - Mauer | - Birkach - Leinfelden - Rugelberc - Glemsmühle | - Altes Rathaus - Altes und Neues Schloss - Spitalhof - Hengelhaus - Glöckle-Hof - Johanneskirche - Hofgut Mauer |                      |
| Kallenberg                    | | | |                      |
| Kornwestheim                  | - Pattonville | - Hoftstätt - Birglingen - Haiynoltzaue - Lieberheim - Wihingen (?)                                                                                         | - Rathausturm - Rebstockhof - Gasthaus zum Adler - Martinskirche |                      |
| Leonberg                      | | | - Rathaus - Schloss - Pomeranzengarten - Gasthaus Schwarzer Adler - Stadtkirche |                      |
| Eltingen                      | | | - Altes Rathaus - Geburtshaus von Katharina Guldenmann - Fachwerkensemble Carl-Schmincke-Straße - Michaelskirche |                      |
| Gebersheim                    | | | - Altes Rathaus - Bauernhausmuseum - Backhaus - Dorfschmiede und Viehwaage - Auferstehungskirche | Altes Rathaus        |
| Höfingen                      | | | - Altes Rathaus - Höfinger Schloss - Scheffelmühle - Laurentiuskirche |                      |
| Ludwigsburg                   | - Kugelberg - Mäurach - Makenhof - Osterholz - Schlösslesfeld | - Erlachhof - Fuchshof - Geißnang - Herteneck | - Residenzschloss Ludwigsburg - Blühendes Barock - Schloss Favorite - Marktplatz - Palais Grävenitz - Ludwigsburger Torhäuser - Stadtkirche - Friedenskirche |                      |
| Eglosheim                     | - Monrepos | | - Altes Rathaus - Seeschloss Monrepos - Katharinenkirche | Altes Rathaus        |
| Pflugfelden                   | | | - Pfarrkirche St. Ulrich |                      |
| Markgröningen                 | - Aichholzhof - Bruckmühle und Unteres Schafhaus - Eichholzer Klinge - Hurst und Landesheim - Lettenbödle - Obere Mühle und Raisershaus (Raiserhof) - Ölmühle - Papiermühle - Rotenacker - Schönbühlhof - Spitalmühle - Talhausen - Tammer See - Untere Mühle | - Aicholtz - Böhringen - Hinterstatt - Hörnle - Konstatt - Kühlenbronn - Laiblingen - Maulbronn - Sankt Johännser - Pulvermühle - Schlüsselburg - Schönbühl | - Rathaus - Fachwerkhäuser am Marktplatz - Marktbrunnen und Wettebrunnen - Haus Wixler - Landesfruchtkasten und Zehntscheuer - Obere und Untere Kelter - Schloss (Relikte) - Oberes Tor und Stadtmauerreste - Wimpelinhof (Museum) - Vollandhaus - Kameralamtsgebäude - Ev. Pfarrhaus (ehemaliger Herrenhof) - Lateinschule - Bartholomäuskirche - Spitalkirche - Pfründnerhaus des Heilig-Geist-Spitals - Unteres Glemstal und Glemstalbrücke - Naturschutzgebiet Leudelsbachtal |                      |
| Unterriexingen                | | - Guckelhäuser - Dauseck - Burg Dauseck | - Schloss Unterriexingen - Bergfried (14. Jahrhundert) - Kelter - Ev. Pfarrhaus - Frauenkirche (14. Jahrhundert) - Evangelische Pfarrkirche |                      |
| Talhausen                     | | | |                      |
| Schönbühlhof                  | | | |                      |
| Möglingen                     | | | - Pfarrhaus - Pankratiuskirche - Zehntscheuer - Ehemaliges Bahnhofsgebäude - Wasserturm Langes Feld |                      |
| Oberriexingen                 | - Schlossberg | | - Römischer Weinkeller (Museum) - Mühle - Pfarrhaus - Georgskirche |                      |
| Pulverdingen (Enzweihingen)   | - Pulverdinger Hof | | - Ehemaliger Gutshof | Rathaus Enzweihingen |
| Leinfelder Hof (Enzweihingen) | | - Leinfelden an der Enz | - Herrschaftsgebäude |                      |
| Schwieberdingen               | | - Vöhingen | - Wasserschloss - Stumpenmühle - Bruckmühle - Schloss Nippenburg mit Burgruine - Schlössle - Altes Pfarrhaus - Georgskirche - St.-Petrus-und-Paulus-Kirche - Feuchtgebiet Markt - Landschaftsschutzgebiet Mittleres Glemstal - Landschaftsschutzgebiet Münchinger Tal |                      |
| Hardthof                      | | | |                      |
| Stammheim (Stuttgart)         | | | - Rathaus - Johanneskirche | Rathaus              |
| Tamm                          | - Fißlerhof - Hohenstange | - Brachheim | - Neue Ortsmitte - Altes Rathaus - Gasthof zum Ochsen - Bartholomäuskirche |                      |
| Weilimdorf (Stuttgart)        | | | - Schloss Solitude - Burgruine Dischingen - Burg Altdischingen - Jagdpavillon - Das Hasenbrünnle - Oswaldkirche - Salvatorkirche - St.-Theresia-Kirche - Feuchtgebiet Daimlerplatz | Altes Rathaus        |
| Bergheim                      | | | |                      |
| Giebel                        | | | - Stephanuskirche |                      |
| Hausen                        | | | |                      |
| Wolfbusch                     | | | - Wolfbuschkirche |                      |
| Zuffenhausen (Stuttgart)      | | | - Porsche-Museum - Zehntscheuer - Johanneskirche - Pauluskirche | Bezirksrathaus       |

## Siedlungen außerhalb der tradierten Kernzone
Aus physisch-geographischer Sicht zählen folgende naturräumlichen Einheiten des Neckarbeckens (Nr. 123) zum Strohgäu:
- 123.13 Glems-Strudelbach-Platte
- 123.14 Langes Feld
- 123.15 Südlicher Strohgäurand
- 123.16 Unteres Enztal
- 123.17 Metterplatte[2]

Gemäß dieser naturräumlichen Abgrenzung gehören außerdem die in den Randzonen liegenden Markungen folgender Städte, Gemeinden und Ortsteile ganz oder teilweise zum Strohgäu (von Norden im Uhrzeigersinn):
- Löchgau
- Besigheim
- Bietigheim-Bissingen
- Metterzimmern (Bietigheim-Bissingen)
- Kleiningersheim (Ingersheim)
- Großingersheim (Ingersheim)
- Geisingen (Freiberg)
- Heutingsheim (Freiberg)
- Beihingen (Freiberg)
- Benningen
- Hoheneck (Ludwigsburg)
- Ossweil (Ludwigsburg)
- Neckargröningen (Remseck)
- Aldingen (Remseck)
- Pattonville (Remseck und Kornwestheim)
- Mühlhausen (Stuttgart)
- Zazenhausen (Stuttgart)
- Rutesheim
- Eberdingen
- Nussdorf (Eberdingen)
- Mühlhausen an der Enz (Mühlacker)
- Roßwag (Vaihingen/Enz)
- Aurich (Vaihingen/Enz)
- Riet (Vaihingen/Enz)
- Enzweihingen (Vaihingen/Enz)
- Vaihingen/Enz
- Horrheim (Vaihingen/Enz)
- Illingen (Enzkreis)
- Kleinglattbach (Vaihingen/Enz)
- Sersheim
- Kleinsachsenheim (Sachsenheim)
- Großsachsenheim (Sachsenheim)